# Carma Hinton
Carma Hinton est une réalisatrice et universitaire américaine. 

## Biographie
Hinton est née de parents américains à Pékin, fille de William H. Hinton (en), un agriculteur américain et un écrivain prolifique. Hinton est élevée en parlant le chinois comme première langue. Elle fréquente la prestigieuse Beijing 101 Middle School (en) de Pékin avant de quitter le pays à l'âge de vingt et un ans.
Elle fréquente l'université Harvard où elle obtient un doctorat en histoire de l'art. 

## Famille
- William H. Hinton (en), père
- Bertha Sneck (en), mère, traductrice
- Joan Hinton, tante,  physicienne nucléaire américaine
- Carmelita Hinton (en), grand-mère, éducatrice
- Charles Howard Hinton, arrière grand-père, mathématicien et philosophe anglais, connu pour ses écrits sur la quatrième dimension
- George Boole, arrière-arrière-grand-père, logicien, mathématicien et philosophe britannique

## Filmographie
- 1986 : Long Bow Trilogy (en)
- 1995 : The Gate of Heavenly Peace (film) (en)
- 2003 : Morning Sun